# Assistenzeinsatz Wildalpen-Schreierquelle
Der Assistenzeinsatz Wildalpen-Schreierquelle (Steiermark) war der am längsten dauernde Katastropheneinsatz des Österreichischen Bundesheers für die Stadt Wien in der Zweiten Republik.

## Anlass
Der vom 18. auf den 19. Jänner 2007 wütende Sturm Kyrill richtete europaweit große Schäden an und forderte auch zahlreiche Todesopfer. Betroffen waren auch die Quellschutzwälder der Zweiten Wiener Hochquellenleitung bei Wildalpen in der Steiermark.
Im Bereich der Forstverwaltung Wildalpen (Magistratsabteilung 49 – Forstamt und Landwirtschaftsbetrieb der Stadt Wien), die die Quellschutzwälder betreut, gab es einen Schadholzanfall von etwa 30.000 bis 35.000 Kubikmetern. Diese konnte einen Großteil dieser Holzmenge, die dem vierfachen eines normalen jährlichen Holzeinschlags entspricht, selbst aufarbeiten. In Regionen, in denen aus Gründen des Quellschutzes keine Forststraßen angelegt werden durften, war jedoch fremde Hilfe zur Vermeidung einer Massenvermehrung von Borkenkäfern notwendig, da diese auch die verschont gebliebenen Wälder langfristig schädigen und dadurch die Wasserversorgung der Stadt Wien gefährden würden.

## Einsatz
Am 21. März 2007 forderte das Land Wien durch die zuständige Magistratsdirektion für Organisation und Sicherheit, Gruppe Krisenmanagement und Sofortmaßnahmen nach Paragraph 2 des Wehrgesetz 2001 beim Militärkommando Wien den Assistenzeinsatz für den Katastrophenfall an.
Um die eingesetzten Soldaten und Soldatinnen vor Ort unterbringen zu können, wurde in ungefähr 1.600 Metern Seehöhe ein aus 15 mit einem S70 Black Hawk-Hubschrauber eingeflogenen Büro-, Schlaf- und Materialcontainern bestehendes Containerdorf errichtet. Um von hier aus den Einsatzort um den so genannten Hirschenkogel zu erreichen, musste täglich eine Höhendifferenz von rund 800 Metern überwunden werden.
In wöchentlichen Versorgungsflügen wurden jeweils etwa sieben Tonnen Material (Trink- und Nutzwasser, Nahrungsmittel, Betriebsmittel, Ersatzteile, aber auch die Entleerung der mobilen Toilettenanlagen) transportiert.
Der eigentliche Arbeitseinsatz für die Soldaten und Soldatinnen sowie die Mitarbeiter der MA 49 unter der Führung des Militärkommandos Wien begann am 14. Mai 2007. Kommandiert wurde der Arbeitseinsatz von Oberleutnant Birgit Jedinger vom Pionierbataillon 2 in Wals-Siezenheim (Salzburg).
Während die rund 20 eingesetzten Forstarbeiter die durch den Windbruch gefährlich verspannten Bäume fällten, wurden die Soldaten eingesetzt, um die Stämme zu entrinden („weiß machen“) und so die Vermehrung der Borkenkäfer zu verhindern.
Abtransportiert wurde das entrindete Schadholz wegen der zu großen Kosten für die zahllosen Hubschrauberflüge nicht, sondern verblieb als Biomasse zur Humusbildung am Berg. Da diese Vorgehensweise erstmals in einem Quellschutzgebiet angewandt wurde, wird sie in den nächsten Jahren wissenschaftlich begleitet.
Eingesetzt wurden insgesamt 376 Angehörige des Bundesheeres. Zweimal wurden sie abgelöst (zwischen 4. und 6. Juni, der zweite Termin wird nicht erwähnt). Nachdem am 6. Juli Bürgermeister Michael Häupl und Umweltstadträtin Ulli Sima sich mit einem Fest und der Auszeichnung mit der Einsatzmedaille bei den eingesetzten Soldaten und Forstarbeitern des Forstamtes der Stadt Wien bedankt hatten, wurden der bisher größte Assistenzeinsatz des Österreichischen Bundesheers für das Land Wien am 13. Juli 2007 abgeschlossen.